# Nationalstraße 311 (China)
Die Nationalstraße 311 (chinesisch 311国道, Pinyin 311 Guódào, englisch China National Highway 311), chin. Abk. G311, ist eine 748 km lange, in Ost-West-Richtung verlaufende Fernstraße im Osten Chinas in den Provinzen Jiangsu, Anhui und Henan. Sie beginnt in Xuzhou und führt über Yongcheng, Bozhou, Luyi, Taikang, Fugou, Xuchang, Pingdingshan und Lushan nach Xixia, wo sie in die Nationalstraße G312 einmündet.